# Masaka (Isanguele)
Ne doit pas être confondu avec Masaka, une ville du centre de l'Ouganda.
Masaka (ou Massaka, ou Massaka Isangele) est un village du Cameroun, situé dans la Région du Sud-Ouest, à proximité de la frontière avec le Nigeria. Il est rattaché administrativement à la commune d'Isanguele, dans le département du Ndian.

## Environnement
Le cadre naturel est constitué de forêts de mangrove, de sable, de bras de mer.

## Population
La localité comptait 114 habitants en 1953, 115 en 1968-1969, 16 en 1972, principalement des Isanguele, parlant la langue du même nom – également appelée usaghade.
Lors du recensement de 2005 on y a dénombré 133 personnes.
Selon une étude locale datée de 2015, la localité comptait 1 342 habitants.